# ネイサン・グレノ
ネイサン・グレノ（Nathan Greno、1975年 - ）は、アメリカ合衆国の映画監督、アニメーターである。
幼少期の頃からディズニー映画の影響を受けて絵や漫画を描いていたという。1996年、コロンバス芸術大学 (Columbus College of Art and Design) を卒業したグレノは、ウォルト・ディズニー・アニメーション・スタジオに雇われる。『ムーラン』、『ブラザー・ベア』、『ルイスと未来泥棒』などに参加し、2006年にはバイロン・ハワードとともに『塔の上のラプンツェル』の監督を務めた。

## 参加した作品
- ムーラン
- ブラザー・ベア
- チキン・リトル
- ルイスと未来泥棒
- ボルト (映画)
- 塔の上のラプンツェル
- ラプンツェルのウェディング
- アナと雪の女王
- ベイマックス